# Waterlandpleinbuurt
Waterlandpleinbuurt is een als tuinstad gebouwde wijk in Amsterdam-Noord, ten noorden van en nabij Nieuwendam en Tuindorp Nieuwendam, ten oosten van Buikslotermeer en ten zuiden van Zunderdorp. De wijk werd gebouwd in de jaren zestig, met voornamelijk middelhoogbouw. In het oorspronkelijke uitbreidingsplan werd de wijk aangeduid als "tuinstad de Weeren", maar het kreeg de naam Nieuwendam-Noord, die in oktober 2012 werd veranderd in Waterlandpleinbuurt. Het winkelcentrum Waterlandplein vormt het hart van de wijk. De straten zijn vernoemd naar Noord-Hollandse plaatsen en natuurgebieden.
Een herziening van het noordelijk deel van het Algemeen Uitbreidingsplan (AUP) in 1958 maakte de bouw van onder andere Nieuwendam-Noord (1964-1968) mogelijk. De wijk, gelegen langs de Ringweg Noord (A10), heeft relatief veel groen en water en staat daarnaast in nauwe verbinding met natuurgebieden ten noorden van de wijk in Waterland.
De woningvoorraad bestaat uit 5.300 woningen, hoofdzakelijk in de sociale huursector (95%). De noordelijke zijde van de Waterlandpleinbuurt bestaat uit koopflats, die herkenbaar zijn aan het sierbeton met daarvoor gestapelde laagbouw. Het middengebied bestaat uit portieketageflats in vier bouwlagen. Een groot deel van de voorzieningen zijn geclusterd binnen het wijkwinkelcentrum Waterlandplein.
Op 3 oktober 2012 onthulde stadsdeelvoorzitter Rob Post de nieuwe naam voor deze wijk: Waterlandpleinbuurt.

## Fotogalerij

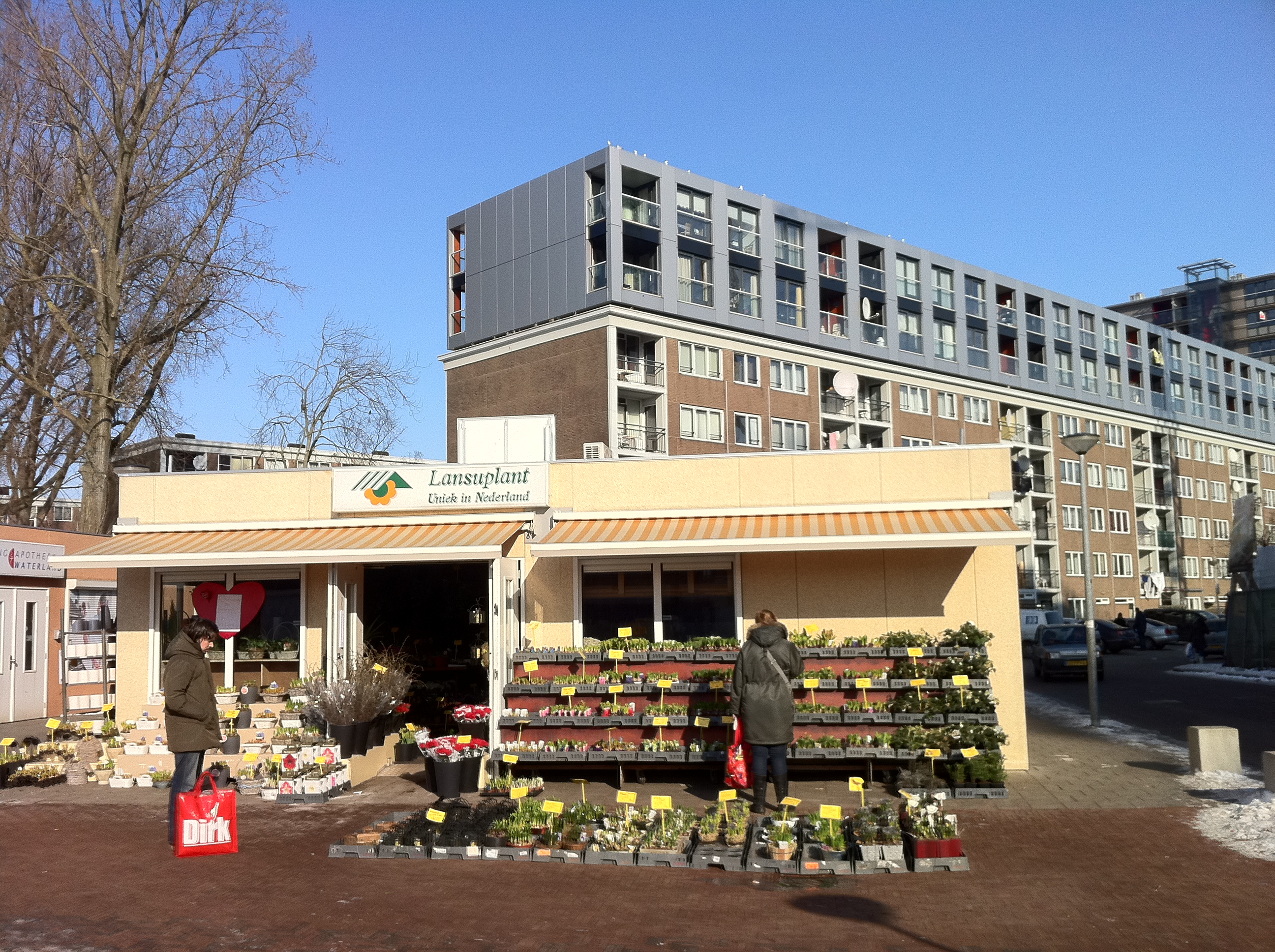
Tijdelijk winkelcentrum Waterlandplein
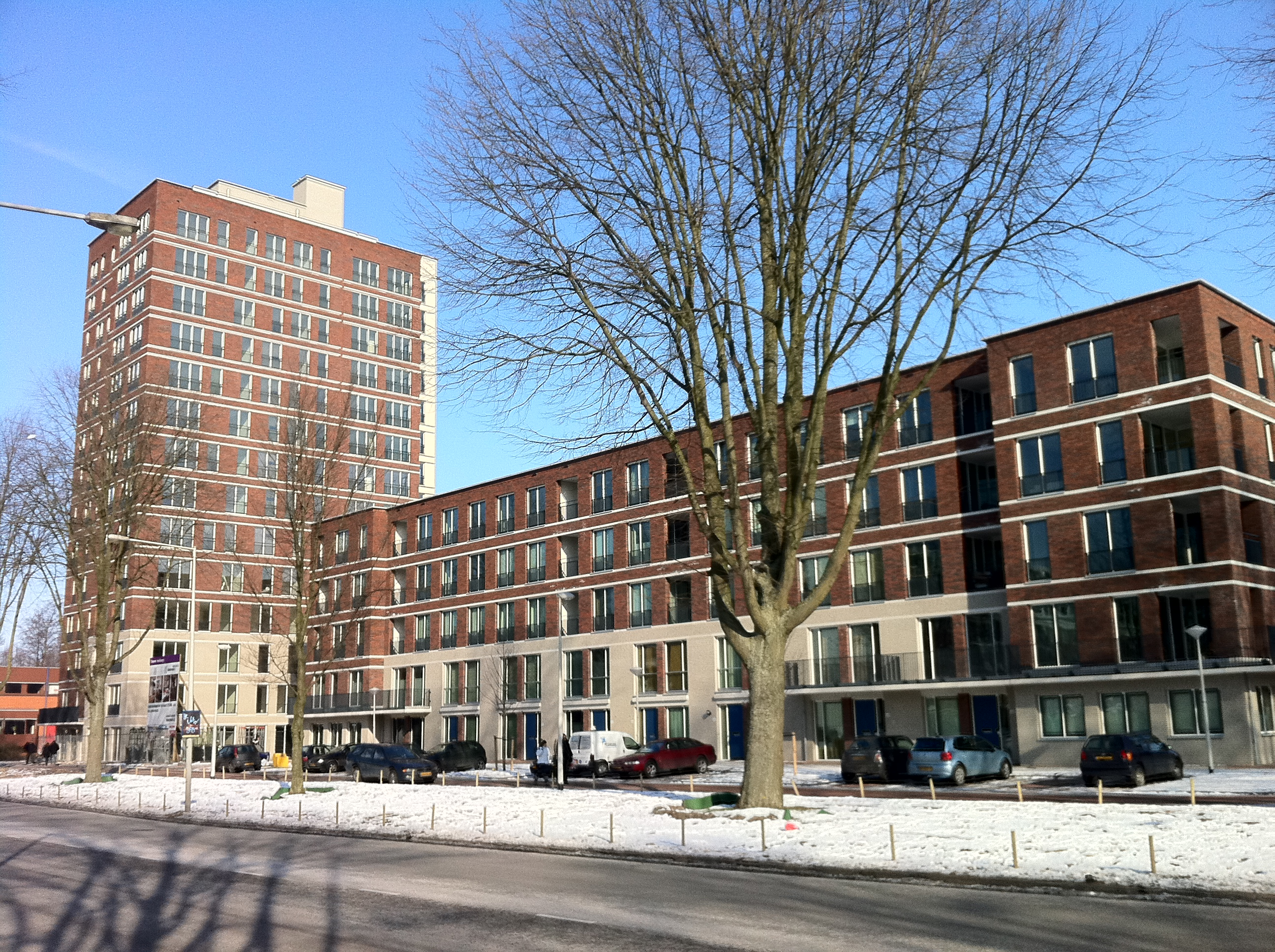
Nieuwbouw bij Dijkmanshuizenstraat
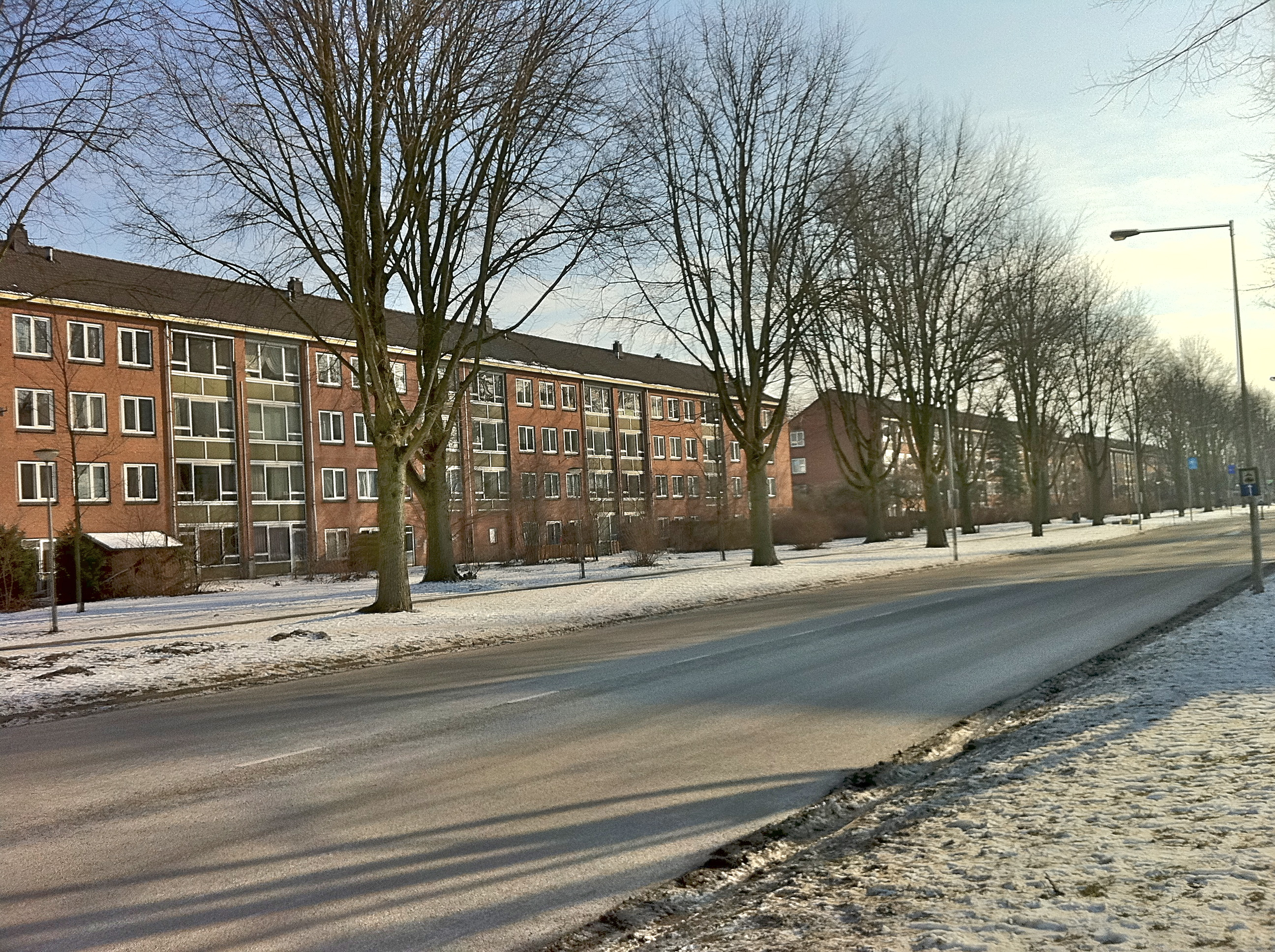
IJdoornlaan
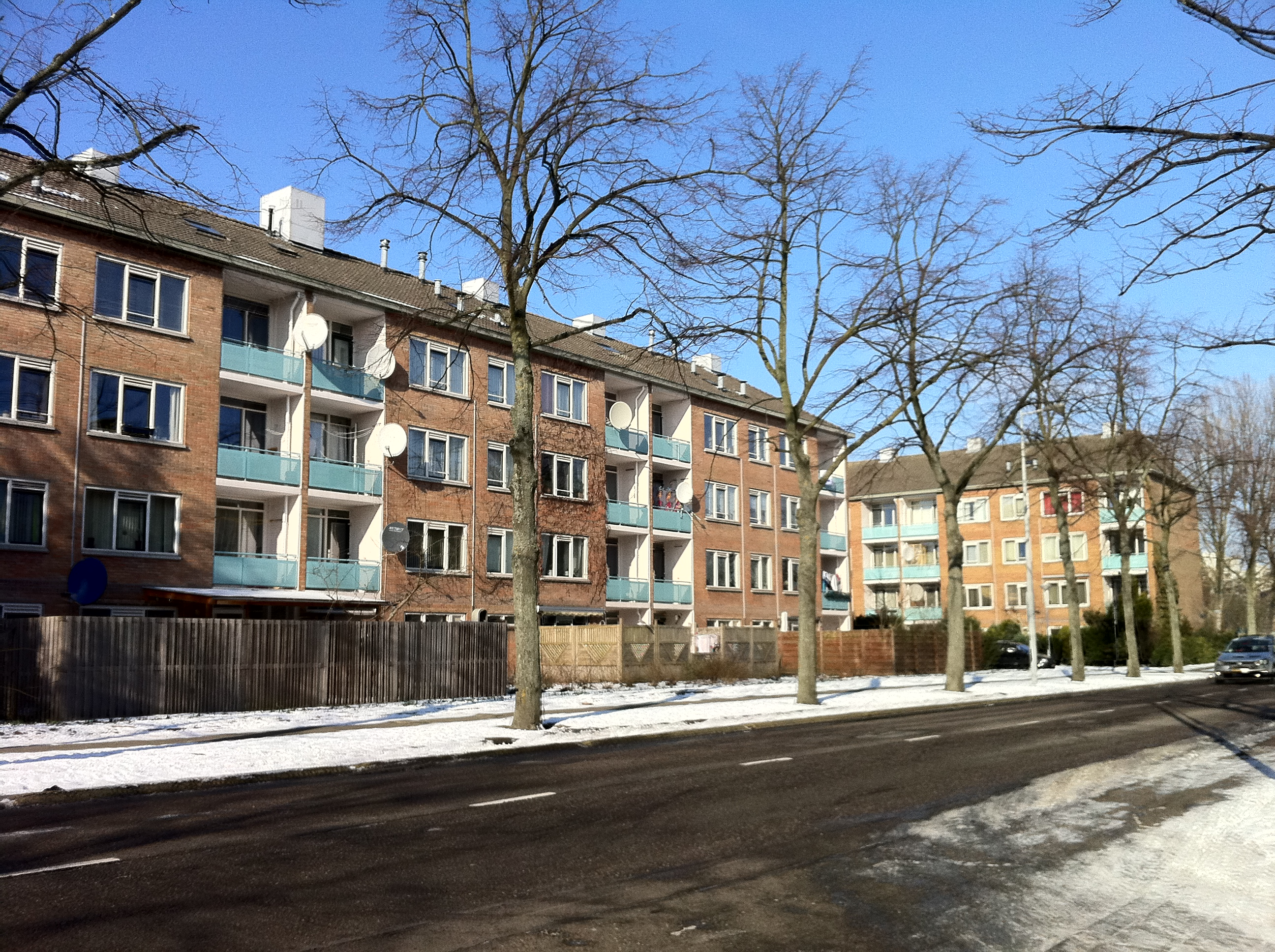
Beemsterstraat
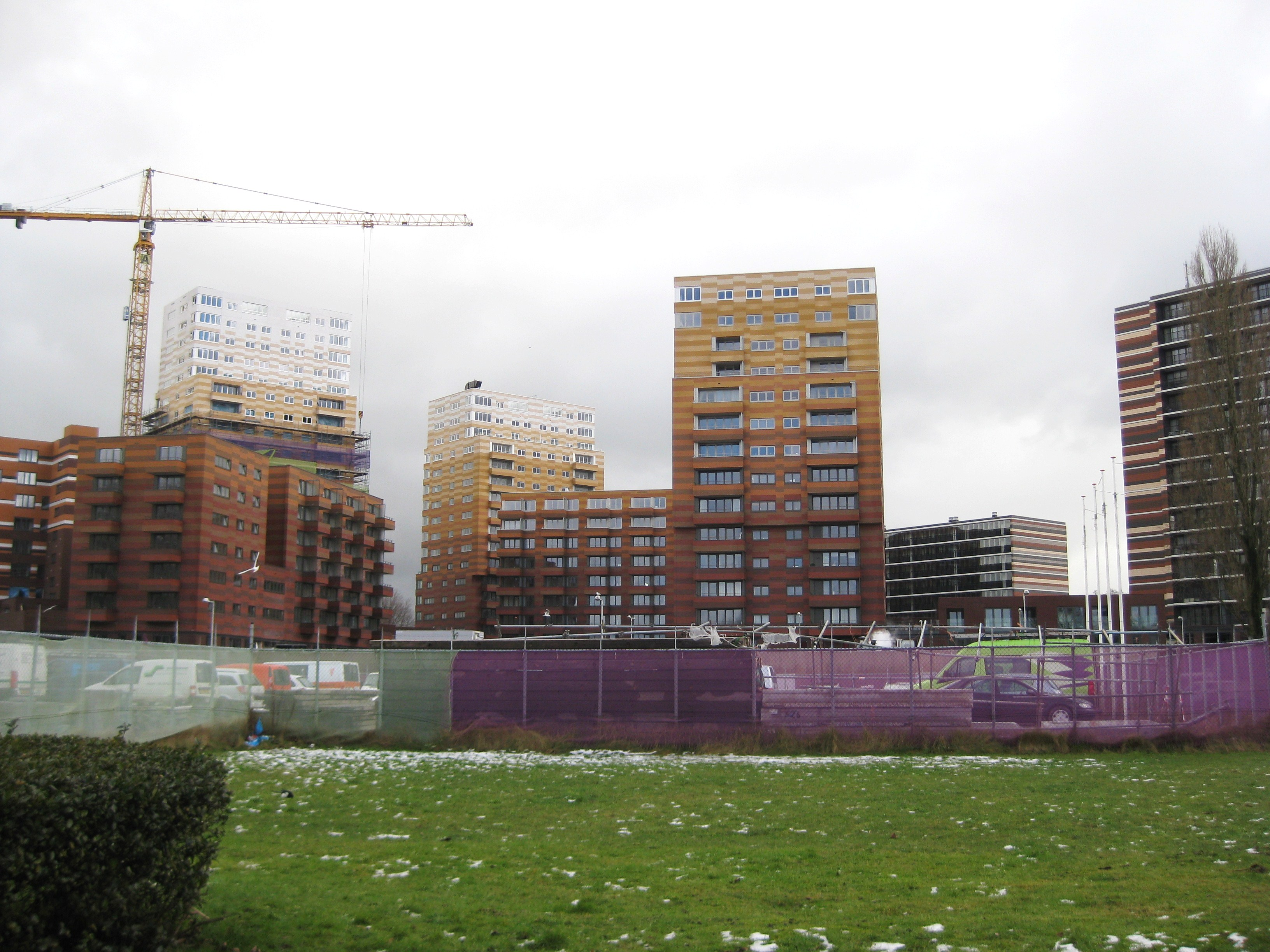
bouw van nieuw winkelcentrum Waterlandplein
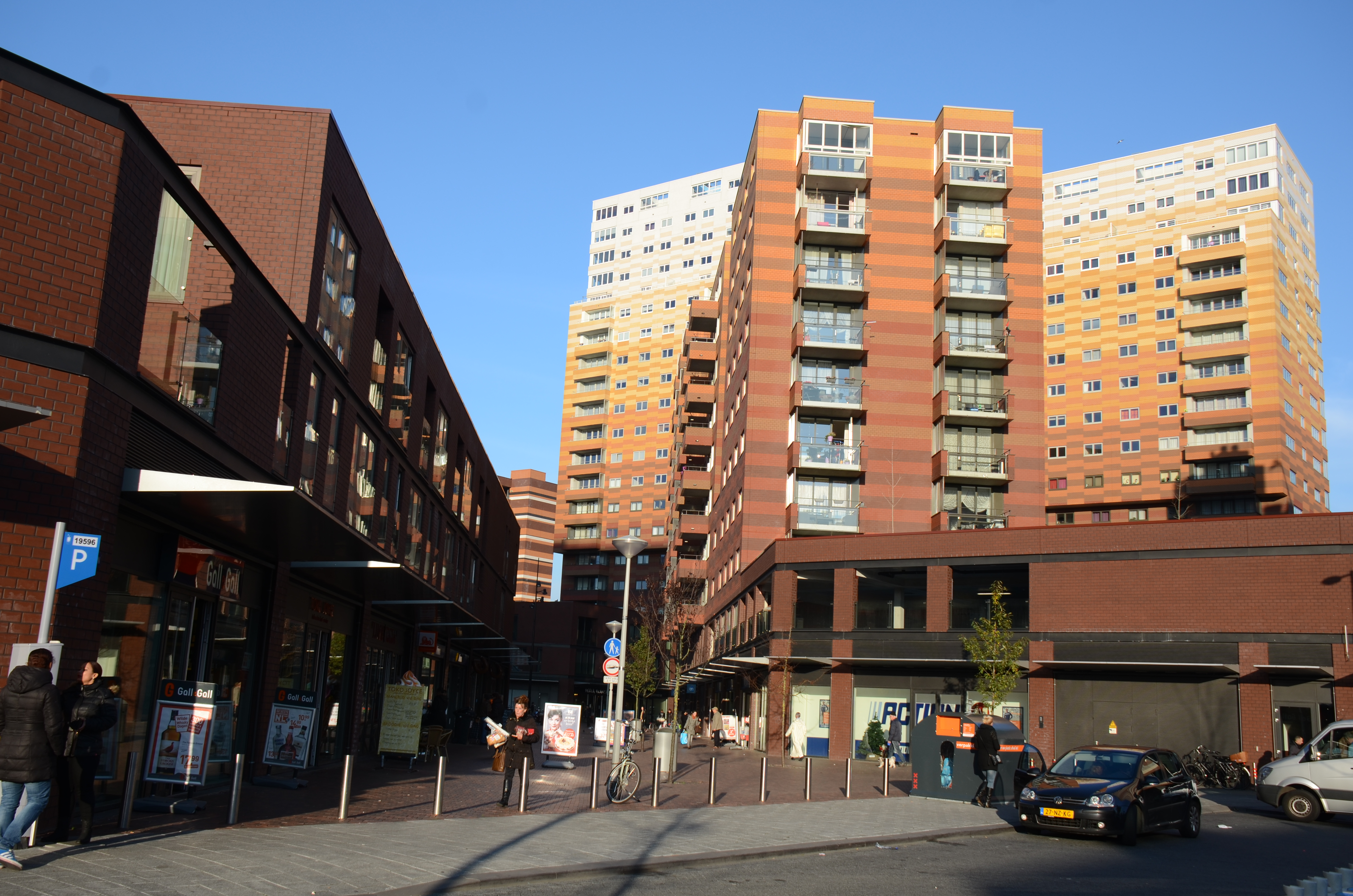
vernieuwde Waterlandplein